# 向島出入口

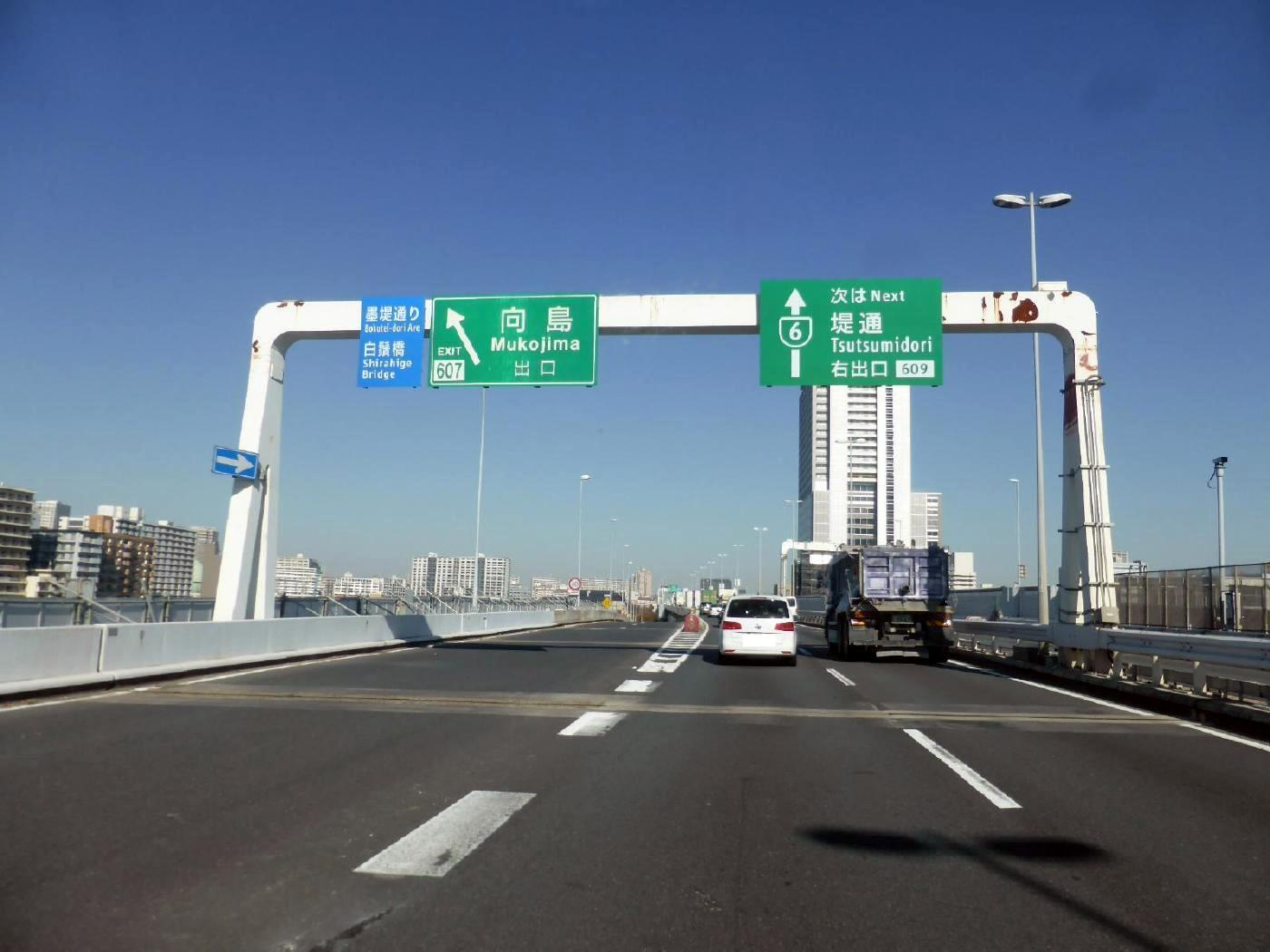
下り出口付近

向島出入口（むこうじまでいりぐち）は、東京都墨田区にある首都高速道路6号向島線の出入口である。上下線双方の出口・入口とも設置されているフルインターチェンジである。
「向島」の名が付いているが、墨田区向島にあるのは上下線の入口だけで、出口は上下線ともに隣の堤通に存在する（なお、堤通には隣のインターチェンジである堤通出入口も存在する）。
当出入口を境に両国JCT方面はオートバイの二人乗りが禁止されている。

## 構造など
本出入口は構造が風変わりで、4本ある出入口はいずれも6号向島線の東側を並走する東京都道461号吾妻橋伊興町線（墨堤通り）と接続しているが、それぞれ位置が異なる。
両国JCTから堀切JCTに向けて北へ進んでいくと、まず墨堤通りが6号向島線の直下から東へ離れていく地点で、墨堤通りに直接取り付く形で下り線（堀切JCT方向）入口があり（画像参照）、次いで約400メートル離れて上り線（両国JCT方向）入口のランプウェイが、さらに約200メートル離れて上り線出口ランプウェイが、そして約300メートル離れて下り線出口ランプウェイがある（画像参照）。つまり南北900メートルほどの間に都合4箇所の出入口が存在している。この構造のため、「下り線の向島入口から入り、そのまま下り線の向島出口から出る」ことも可能である。
なお接続する墨堤通りは、下り線入口南方の言問橋直下を通過する部分で3.8mの高さ制限が存在する。

## 周辺
- 桜橋
- 東京都道461号吾妻橋伊興町線（墨堤通り）
- 東向島駅
- 曳舟駅
- 東京スカイツリータウン
  - 東京スカイツリー
  - 東京ソラマチ
  - 東京スカイツリーイーストタワー

## 料金所

### 三郷方面
- レーン数：2
  - ETC専用：1
  - ETC・一般：1

### 銀座方面
- レーン数：2
  - ETC専用：1
  - ETC・一般：1

## 隣
首都高速6号向島線
(605)駒形出入口/PA - (606,607)向島出入口 - (609,610)堤通出入口